# Mandilam
Mandilam is een bestuurslaag in het regentschap Subulussalam van de provincie Atjeh, Indonesië. Mandilam telt 99 inwoners (volkstelling 2010).